# Въоръжени сили на Уганда
Народните отбранителни сили на Уганда (съкр. НОСУ) са въоръжените или на Република Уганда.
Преди са били известни по като Национална армия за съпротива. Състоят се от армия, флот и въздушно крило. Правителството на страната е критикувано, че обучава много деца над 13-годишна възраст за военни действия.
Основният проблем за НОСУ е терористичната групировка Съпротивителна армия на Господ, която действа в северната част на страната. Членовете на въпросната групировка отвличат деца, за да ги използват за проституция или като войници. САЩ осигуряват значителна подкрепа на угандийските въоръжени сили, основно чрез военни инструктори и безвъзмездни финансови помощи.

## Оборудване
Техническото оборудване на НОСУ е ограничено. Армията разполага с 20 танка Т-55, 20 танка ПТ-76, 19 БМП-2, и няколко БТР-152 и оръдия ЗПУ-4.
Военновъздушните сили имат на разположение 7 самолета МиГ-21 и малък брой транпортни и разузнавателни самолети и вертолети с различен произход.